# Cornetto battiti live
Cornetto Battiti live ist eine musikalische Veranstaltung in Italien, die auf verschiedenen Plätzen Apuliens und der Basilikata stattfindet und an der zahlreiche italienische und internationale Popmusiker teilnehmen. Organisiert von der Norba-Gruppe, wird es live im Fernsehen übertragen auf Telenorba und Radionorba TV, im Radio auf Radionorba und seit 2017 im Fernsehen auf Italia 1.

## Geschichte
Cornetto Battiti live geht zurück auf die Radiosendung Battito della caverna des süditalienischen Radiosenders Radionorba, in der populäre italienische Sänger auftraten, und die erstmals 1995 live aus dem Studio übertragen wurde. Der Sendebereich erstreckte sich auf die Regionen Apulien, Molise und Basilicata. 2008 wurde die Sendung in dieser Form eingestellt.
Anschließen begannen die Organisatoren mit Live-Übertragungen von öffentlichen Plätzen an wechselnden Orten in Süditalien zu experimentieren. Das erste öffentliche Konzert fand am 5. Juli 2009 in Foggia statt.
Konzipiert und geleitet wurde das Festival bis 2013 von Titta De Tommasi, sein Nachfolger als künstlerischer Leiter war Alan Palmieri.
2017 wurden die Battiti Live-Konzerte zum ersten Mal national auf Italia 1 ab dem 2. August zeitversetzt am Mittwochabend ausgestrahlt; die Live-Übertragung findet immer am Sonntag auf Radionorba statt.
Ab 2020 wurde die Veranstaltung wegen mit COVID-19 mit begrenzter Zuschauerzahl abgehalten. Inzwischen sinmd Alan Palmieri und Elisabetta Gregoraci künstlerische Leiter des Festivals. Am 11. Mai 2021 unterzeichneten Mediaset und Radio Norba die Verlängerung ihres Vertrags bis Sommer 2023; dies ermöglicht Battiti Live weitere drei Jahre lang in Mediaset-Netzwerken auszustrahlen.
Im Jahr 2021 wird das Festival mit einer einzigen Hauptbühne in Otranto stattfinden, mit begrenzten Sitzplätzen und mit Aufführungen "on the road" an 15 weiteren Orten (drei für jede Folge). Die Veranstaltung wird in 5 Episoden (25., 27. und 29. Juni sowie 1. und 3. Juli) auf Telenorba, Radionorba und Radionorba TV live übertragen, plus ein "Best of" mit dem Titel Battiti Live Compilation, und ab Mitte Juli auf Italia 1, Italia 2 und Mediaset Extra gesendet.